# Dimas Rodríguez
Nicolás Hernán Solórzano Sánchez, conocido por Comandante Dimas Rodríguez (Cantón Copapayo, Suchitoto; 1950-San Salvador; 12 de diciembre de 1989) fue un político y educador salvadoreño.

## Biografía
Nacido en el seno de una familia de extracción campesina, se formó como maestro de educación primaria en la Escuela Normal de Suchitoto, de la que se graduó en 1968. Se incorporó a la organización insurgente Fuerzas Populares de Liberación Farabundo Martí (FPL) en 1973. Fue encargado de la organización campesina en la zona de Guazapa y Chalatenango. Fue elegido como miembro del Comando Central de las FPL en 1978; posteriormente, en 1980 se integró a la Comisión Política de dicha organización y participó en la formación del Frente Farabundo Martí para la Liberación Nacional (FMLN) como expresión unitaria de la izquierda insurgente.
En 1983, después de los sucesos de abril, en los que murieron los máximos dirigentes de las FPL (Mélida Anaya Montes y Salvador Cayetano Carpio), Dimas fue elegido como segundo responsable político de la organización, con Salvador Sánchez Cerén como primer responsable. Continuó dirigiendo las fuerzas guerrilleras del Frente Norte Apolinario Serrano en el departamento de Chalatenango.
El 12 de diciembre de 1989, en el marco de la ofensiva "Hasta el Tope", Dimas Rodríguez cayó en combate frente al Ejército salvadoreño, mientras defendía una posición guerrillera en las faldas del volcán de San Salvador.